# Bartolomé Escobedo
Bartolomé Escobedo   (Zamora, dècada del 1510 - 10 de novembre de 1563 (Gregorià)) fou un compositor espanyol del Renaixement. Estudià a Salamanca i fou xantre en la capella pontifícia, i el 1554 aconseguí un benefici a Segòvia. Fou un notable compositor, a jutjar per les seves composicions següents; uns motets existents a Toledo, dos misereres i un magnificat, conservats en la Capella Reial de Madrid, segons Soriano Fuertes; un introitus a quatre veus, publicat en la Historia de la música, d'Ambras: tres motets a quatre veus, titulats: Immotemur habitu in cinere, Exsurge quarc obdormis Domine, i Erravi sicut ovis, inclosos per Eslava en la seva Lira Sacra-Hispana, i dues misses, Philippus Rex Hispaniae i Ad te levavi. Salinas diu d'Escribano: Cum Bartholomaeo Escobedo viro in utraque musices parte exercisatissimo.